# Varennes-sur-Loire
Varennes-sur-Loire ist eine französische Gemeinde mit 1.924 Einwohnern (Stand: 1. Januar 2022) im Département Maine-et-Loire in der Region Pays de la Loire. Varennes-sur-Loire gehört zum Arrondissement Saumur und ist Teil des Kantons Longué-Jumelles. Die Einwohner werden Varennais genannt.

## Geographie
Varennes-sur-Loire liegt im Weinbaugebiet Anjou an der Loire. Der Authion begrenzt die Gemeinde im Norden. Umgeben wird Varennes-sur-Loire von den Nachbargemeinden Brain-sur-Allonnes im Norden, Chouzé-sur-Loire im Osten, Montsoreau und Turquant im Süden, Parnay im Süden und Südwesten, Souzay-Champigny im Südwesten, Villebernier im Westen sowie Allonnes im Nordwesten.

## Bevölkerungsentwicklung
| 1962 | 1968 | 1975 | 1982 | 1990 | 1999 | 2006 | 2012  | 2018 |
| ---- | ---- | ---- | ---- | ---- | ---- | ---- | ----- | ---- |
| 1766 | 1726 | 1655 | 1840 | 1847 | 1800 | 1896 | 1.889 | 1835 |

## Sehenswürdigkeiten
- Kirche Saint-Martin-de-Vertou aus dem 12. Jahrhundert mit Umbauten aus dem 15. und 16. Jahrhundert, seit 1972 Monument historique
- Mühlen, jeweils seit 1977 Monument historique
- Gutshof von Mongeville mit Taubenschlag aus dem 16. Jahrhundert, Monument historique seit 1997
- Empfangsgebäude des Bahnhofs an der Bahnstrecke Tours–Saint-Nazaire von 1848, Monument historique seit 1984

Siehe auch: Liste der Monuments historiques in Varennes-sur-Loire

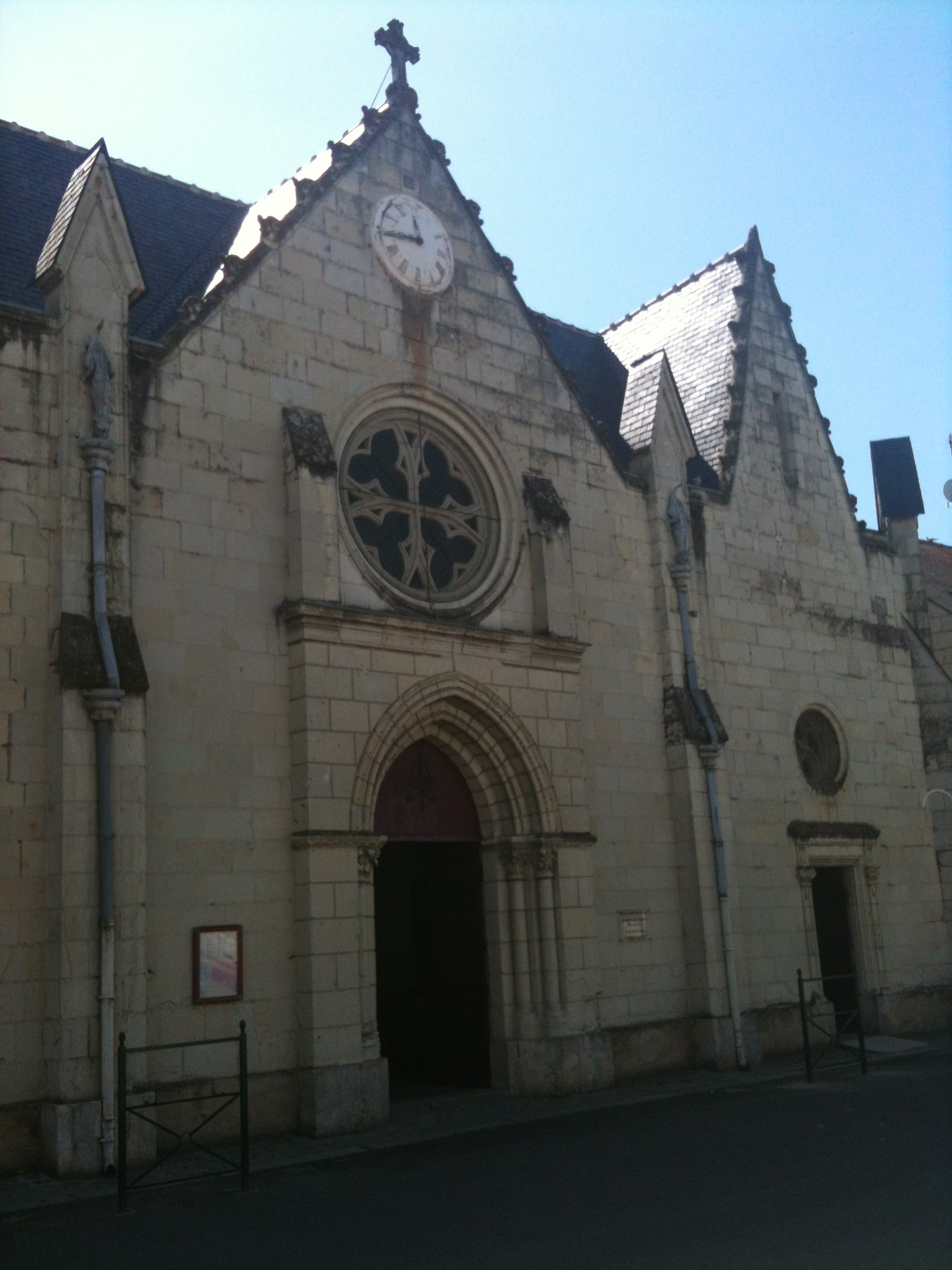
Kirche Saint-Martin-de-Vertou
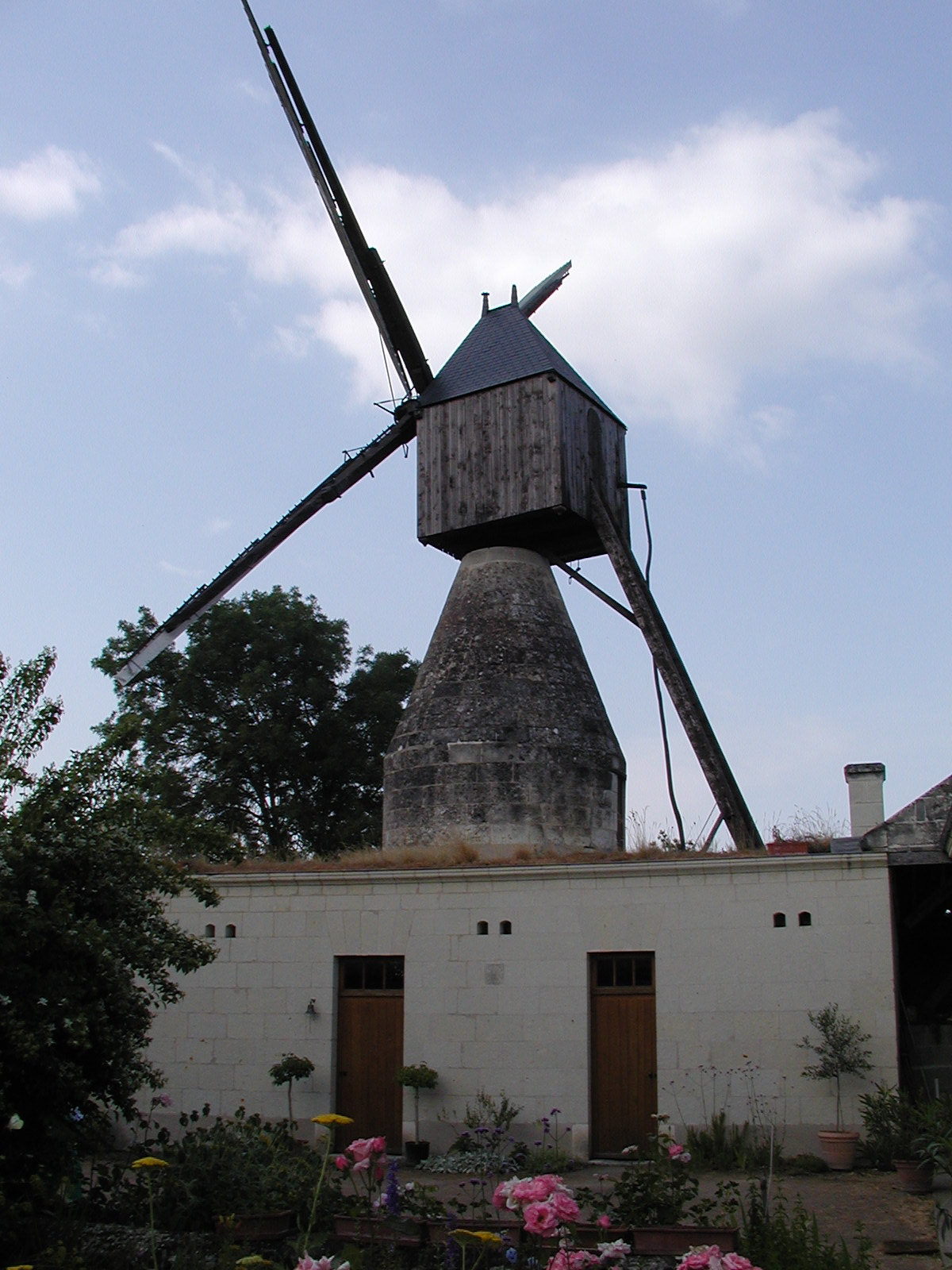
Mühle von Le Champ-des-Îles

## Weinbau
Die Rebflächen der Gemeinde sind Teil des Weinbaugebietes Anjou.